# ブレスト〜女子高生、10億円の賭け!
『ブレスト〜女子高生、10億円の賭け!』（ぶれすと じょしこうせい じゅうおくえんのかけ）はテレビ朝日系列で2006年1月8日14:00 - 15:25に放送された単発テレビドラマ。第5回文芸社新春ドラマスペシャルとして放送された。
原作は、いまいまさこ著「Brain Storming Teens　ブレーン・ストーミング・ティーン」。作者本人が脚本を手がけた。

## あらすじ
外資系広告会社「Mエージェンシー」は高校生コピーライター選手権を主催し、「高校生ブレーン」を集める。応募してきた山口摩湖（多部未華子）、小林雛子（佐津川愛美）、佐々木操（小林涼子）がスカウトされた。この3人に与えられたミッションは、ファストフードチェーン「チキン・ザ・チキン」を立て直すこと。3人はMエージェンシー戦略企画室の三原和美、三国慶一、高倉健介とともにこのミッションに取り組んでいく。

## 登場人物
Mエージェンシー 戦略企画室
- 三原 和美 - 佐藤藍子

高校生ブレーンを集めることを提案した。山口摩湖をスカウトする。
- 三国 慶一 - 益岡徹

Mエージェンシー 戦略企画室長。小林雛子をスカウトする。
- 高倉 健介 - 山田純大

若手社員。佐々木操をスカウトする。
高校生ブレーン
- 山口 摩湖 - 多部未華子

都立品川北高校に通う女子高校生。何事にも自信が持てない性格。
- 佐々木 操 - 小林涼子

派手で目立つ子。感性や画才に優れている。
- 小林 雛子 - 佐津川愛美

コピーライターコンテストの優勝者。ミッション系お嬢様学校に通う。
ファストフードチェーン「チキン・ザ・チキン」
- 宣伝部長 - 萩原流行

世界物産
- 藤野 礼子 - 遠山景織子

世界物産宣伝部ジェネラルマネージャー。
- プレゼンを聞くお偉いさん - 大川ひろし、江良潤、岡崎宏

最初、摩湖たちのプレゼンを快く思わずにクレームをつけるが藤野からのリクエストで渋々聞き始める。
摩湖の家族
- 山口 真由美 - 山下容莉枝

摩湖の母。
- 山口 稔 - 渡辺直樹

摩湖の弟。
高校生
- 冴子 - 矢野未希子

摩湖の同級生。
- 南海子 - 川北志保

操の同級生。
- 環 - 依知川絵美

雛子の同級生。
その他
- 司会者 - 藤代三千代

第1回女子高生コピーライター選手権パーティー司会。
- 摩湖が通う高校の教師 - 小杉幸彦

## スタッフ
- 原作：いまいまさこ
- 脚本：今井雅子
- プロデューサー：井上千尋（テレビ朝日）、菅原章（電通）、小林由紀子
- 演出：猪原達三
- 助監督：梅原紀且、水村秀雄、近藤信子
- 記録：玉川りえこ
- 制作：紺野生、山岸秀起
- 企画協力：文芸社、瓜谷綱延
- 撮影技術：川田万里
- 美術：北谷岳之

## 主題歌・挿入歌
- 「風に乗る船」（歌: Salyu、作詞・作曲: 小林武史）